# Kvetoslavov
Kvetoslavov és un poble i municipi d'Eslovàquia que es troba a la regió de Trnava, a l'oest del país.

## Història
La primera menció escrita de la vila es remunta al 1230.

## Demografia
| Godina             | 1994 | 2004    | 2014    | 2024    |
| ------------------ | ---- | ------- | ------- | ------- |
| Nombre de persones | 748  | 858     | 1104    | 2110    |
| Diferència         |      | +14,70% | +28,67% | +91,12% |

| Godina             | 2023 | 2024   |
| ------------------ | ---- | ------ |
| Nombre de persones | 2001 | 2110   |
| Diferència         |      | +5,44% |